# Cityring (Fredericia)
 Der er for få eller ingen kildehenvisninger i denne artikel, hvilket er et problem. Du kan hjælpe ved at angive troværdige kilder til de påstande, som fremføres i artiklen.

Cityring ◯ er en cityring eller indre ringgade i Fredericia. Gaden starter ved lyskrydset tæt ved Danmarks Port og går østpå af Danmarksgade, dernæst nordpå af Vendersgade, øst af Prinsensgade, syd af Købmagergade, vest af Oldenborggade og nord af Norgesgade. Ruten er i alt 2,3 km lang.
Ruten omkranser hele gågademiljøet og er med til at sørge for en hensigtsmæssig afvikling af trafikken i den indre by.
|  | Denne artikel om en bygning eller et bygningsværk kan blive bedre, hvis der indsættes et (bedre) billede. Du kan hjælpe ved at afsøge Wikimedia Commons for et passende billede eller lægge et op på Wikimedia Commons med en af de tilladte licenser og indsætte det i artiklen. |

55°34′1.77″N 9°45′16.76″Ø / 55.5671583°N 9.7546556°Ø